# 하비에르 가리도
하비에르 가리도(Javier Garrido Behobide, 1985년 3월 15일 ~ )은 과거 수비수로 뛰었던 스페인의 전 축구 선수이다. 그는 현역 시절 레프트 백으로서, 오버랩 능력이 뛰어났다. 바스크 지방 출신으로, 바스크 대표팀 선수로 뛰었다.

## 클럽 경력

### 레알 소시에다드
2002년부터 레알 소시에다드 B에서 뛰기 시작하였고, 세군다 디비시온 B(3부 리그)에서 50 경기를 소화하였다. 2003년 10월 8일, 코파 델 레이 레알 오비에도와의 경기에서 레알 소시에다드 1군으로 데뷔하였고, 2004-05 시즌부터 본격적으로 뛰기 시작하였다. 2007년에 팀의 재정적인 문제로 방출되었다.

### 맨체스터 시티
2007년 8월 2일 맨체스터 시티에 220만 유로로 이적을 확정지었다. 8월 11일 웨스트 햄 유나이티드와의 경기를 통해 리그에 데뷔했으며, 이후 4연승과 4무실점으로 성공적으로 정착을 했다. 그러나 마이클 볼에 의해 대체되었고 다음부터 경기에 자주 뛰지 못하게 되었다.
2008년 10월 5일 리버풀을 상대로 한 프리킥으로 데뷔골을 성공시켰다. 2008-09시즌에는 이전 시즌보다 결장하는 일이 잦아졌다. 그러나 마크 휴스가 해임되고 로베르토 만치니 감독이 새로이 부임하면서, 다시금 기회를 잡게 되었다.

### 라치오
2010년 7월 30일 SS 라치오로부터 알렉산다르 콜라로브와 가리도 간의 맞트레이드가 성사되어, 라치오로 이적하게 되었다.
2012년 여름이적시장에서 노리치 시티로 임대되었다.

## 국가대표 경력
가리도는 U-19 대표팀을 통해 2004년 UEFA U-19 청소년 축구 선수권 대회에서 우승을 차지하였고, U-21 대표팀에도 4차례 차출된 적이 있다. 그러나, 그 이후에는 대표팀에 뽑힌 적이 없다.

## 클럽 통계
2010년 7월 12일 기준
| 클럽                 | 시즌    | 리그 | 리그 | 리그 | 리그 | 리그 컵¹ | 리그 컵¹ | 리그 컵¹ | 리그 컵¹ | 국제 컵 대회² | 국제 컵 대회² | 국제 컵 대회² | 국제 컵 대회² | 종합 | 종합 | 종합 | 종합 |
| 클럽                 | 시즌    | 출장 | 득점 |      |      | 출장     | 득점     |          |          | 출장          | 득점          |               |               | 출장 | 득점 |      |      |
| -------------------- | ------- | ---- | ---- | ---- | ---- | -------- | -------- | -------- | -------- | ------------- | ------------- | ------------- | ------------- | ---- | ---- | ---- | ---- |
| 레알 소시에다드      | 2004–05 | 28   | 0    | -    | -    | -        | -        | -        | -        | -             | -             | -             | -             | 28   | 0    | -    | -    |
| 레알 소시에다드      | 2005–06 | 33   | 0    | -    | -    | -        | -        | -        | -        | -             | -             | -             | -             | 33   | 0    | -    | -    |
| 레알 소시에다드      | 2006–07 | 25   | 1    | -    | -    | -        | -        | -        | -        | -             | -             | -             | -             | 25   | 1    | -    | -    |
| 맨체스터 시티        | 2007–08 | 27   | 0    | -    | -    | 0        | 0        | -        | -        | -             | -             | -             | -             | 27   | 0    | -    | -    |
| 맨체스터 시티        | 2008–09 | 13   | 1    | -    | -    | 2        | 0        | -        | -        | 4             | 0             | -             | -             | 19   | 1    | -    | -    |
| 맨체스터 시티        | 2009–10 | 9    | 1    | -    | -    | 0        | 0        | -        | -        | 0             | 0             | -             | -             | 9    | 1    | -    | -    |
| SS 라치오            | 2010–11 | 10   | 0    | -    | -    | 1        | 1        | -        | -        | -             | -             | -             | -             | 11   | 1    | -    | -    |
| SS 라치오            | 2011–12 | 11   | 0    | -    | -    | 0        | 0        | -        | -        | -             | -             | -             | -             | 11   | 0    | -    | -    |
| 노리치 시티 FC       | 2012–13 | 34   | 0    | -    | -    | 1        | 0        | -        | -        | 0             | 0             | -             | -             | 35   | 0    | -    | -    |
| 합계                 | 합계    | 190  | 3    | -    | -    | 4        | 1        | -        | -        | 4             | 0             | -             | -             | 198  | 4    | -    | -    |
| 2010년 7월 12일 기준 |         |      |      |      |      |          |          |          |          |               |               |               |               |      |      |      |      |

¹ 코파 델 레이, 수페르코파 데 에스파냐, FA컵, 풋볼 리그 컵, FA 커뮤니티 실드, 코파 이탈리아 슈페르코파 이탈리아나.
² UEFA 챔피언스 리그, UEFA 유로파 리그, UEFA 슈퍼 컵, FIFA 클럽 월드컵.

## 수상
- 스페인 U-19
  - UEFA U-19 청소년 축구 선수권 대회 : 우승 (2004년)